# Jim Rowinski
Jim Rowinski, né le 4 janvier 1961 à Long Island (État de New York) et mort le 2 février 2024, est un joueur américain de basket-ball.

## Carrière
Jim Rowinski est formé d'abord aux Boilermakers de Purdue de 1980 à 1984. Le bilan de Purdue en 1981 est 21 victoires pour 11 revers avec une troisième place au NIT sous les ordres du coach Gene Keady. En sophomore, il attend la finale du NIT. En junior, il conduit Purdue au tournoi final NCAA de 1983. Russell Cross inscrit pour la draft après son année junior, Rowinski devient le pivot titulaire des Boilermakers. En senior, sont co-champions de la Big Ten Conference et leur bilan de 22-7 leur ouvre les portes du tournoi final NCAA 1984. Avec 15 points de moyenne par rencontre, il est élu dans le meilleur cinq de la Big Ten. Avec l'arrière, Ricky Hall, il est nommé co-MVP de son équipe. Il reçoit le Chicago Tribune Trophy qui récompense le meilleur joueur de l'année de la Big Ten. Il est le premier joueur de Purdue à recevoir cet honneur, qui reviendra également à Steve Scheffler en 1990 et à Glenn Robinson en 1994.
Il est drafté en 1984 par le Jazz de l'Utah en 86e position, mais ne joue aucune rencontre de la saison. Il ne découvre les parquets de NBA qu'en 1988 avec les Pistons de Détroit puis en 1990 avec les 76ers de Philadelphie puis le Heat de Miami pour un total de 23 rencontres en deux saisons avec des statistiques moyennes de 2,5 points (adresse de 41,7 % aux tirs et 84,4 % aux lancers francs) et 1,5 rebond.
Il joue principalement dans les ligues américaines mineures CBA (Topeka Sizzlers, Yakima Sun Kings)et USBL (Long Island Knights, Long Island Surf, Miami Tropics, Miami Tropics), mais également en Europe : Espagne (CB Breogán), Turquie (Pınar Karşıyaka) et Belgique (Castors Braine).